# John Patrick Looney
Pour les articles homonymes, voir Looney.
John Patrick Looney (né en 1865 à Ottawa dans l'Illinois et mort en 1947) est un chef de la mafia irlandaise irlando-américain.

## Biographie
Basé à Rock Island dans l'Illinois au début du XXe siècle, au sommet de son pouvoir, Looney contrôle la plupart des jeux d'argent illégaux, de la prostitution, de la contrebande et du racket dans la ville. Grâce à son tabloïd Rock Island News, il fait également chanter ses adversaires.
L'empire de Looney prend fin lorsqu'il a finalement été inculpé de meurtre après une guerre des gangs en 1922. En cavale, il est arrêté deux ans plus tard. En 1925, il est reconnu coupable de meurtre et de nombreux autres crimes.

## Postérité
Looney est l'inspiration pour le personnage de John Rooney, qui a été joué par l'acteur Paul Newman dans le film de Sam Mendes Les Sentiers de la perdition (2002).